# Phragmanthera brieyi
Phragmanthera brieyi là một loài thực vật có hoa trong họ Loranthaceae. Loài này được (De Wild.) Polhill & Wiens miêu tả khoa học đầu tiên năm 1992.